# Kszí
A kszí (Ξ ξ) a görög ábécé tizennegyedik betűje, a ksz betű- és hangkapcsolat. 
A ξ betűhöz kapcsolódó fogalmak:
- a matematikai statisztikában használatos jelölés